# Gelbbraune Kammratte
Die Gelbbraune oder Langschwanzkammratte (Ctenomys fulvus) ist eine Art der Kammratten. Die Art wurde 1900 von dem deutsch-chilenischen Naturforscher Rudolph Amandus Philippi aus der Atacama-Wüste im Norden Chiles wissenschaftlich erstbeschrieben und kommt nur dort und in angrenzenden Regionen vor.

## Merkmale
Die Gelbbraune Kammratte erreicht eine Gesamtlänge von 28 bis über 35 Zentimetern, es handelt sich damit um eine sehr große Art der Gattung. Das Rückenfell lehmbraun mit leicht gräulicher Einsprenkelung gefärbt und die Körperseiten sind etwas heller als der Rücken. Die Bauchseite ist einfarbig hell zimt- bis sandbraun. Die Stirn ist dunkelbraun bis schwarz, zudem zieht sich eine dünne dunkle Linie um den Mund. Der Schwanz ist oberseits dunkelbraun mit einer leicht pinselartigen Spitze. Die Füße sind oberseits weißlich-sandfarben mit einigen dunkleren Flecken.
Der Schädel ist groß und kräftig gebaut und mit mehreren Knochenkämmen ausgestattet. Die Nasenbeine sind keilförmig und die Paukenhöhlen sind groß und wirken aufgeschwollen.
Der Karyotyp besteht aus einem Chromosomensatz von 2n=26 Chromosomen. Die Spermien sind symmetrisch gebaut.

## Verbreitung
Die Gelbbraune Kammratte lebt im nördlichen Chile und ist dort in zwei Unterarten verbreitet. Von diesen lebt Ctenomys fulvus fulvus in der Region um die Stadt Antofagasta und der Atacama-Wüste und Ctenomys fulvus robustus in der Región de Tarapacá in der Oasis de Pica nahe der Stadt Pica, ebenfalls in der Atacama aber vom Verbreitungsgebiet der Nominatform deutlich separiert. Die Höhenverbreitung liegt oberhalb von 2700 Metern.

## Lebensweise

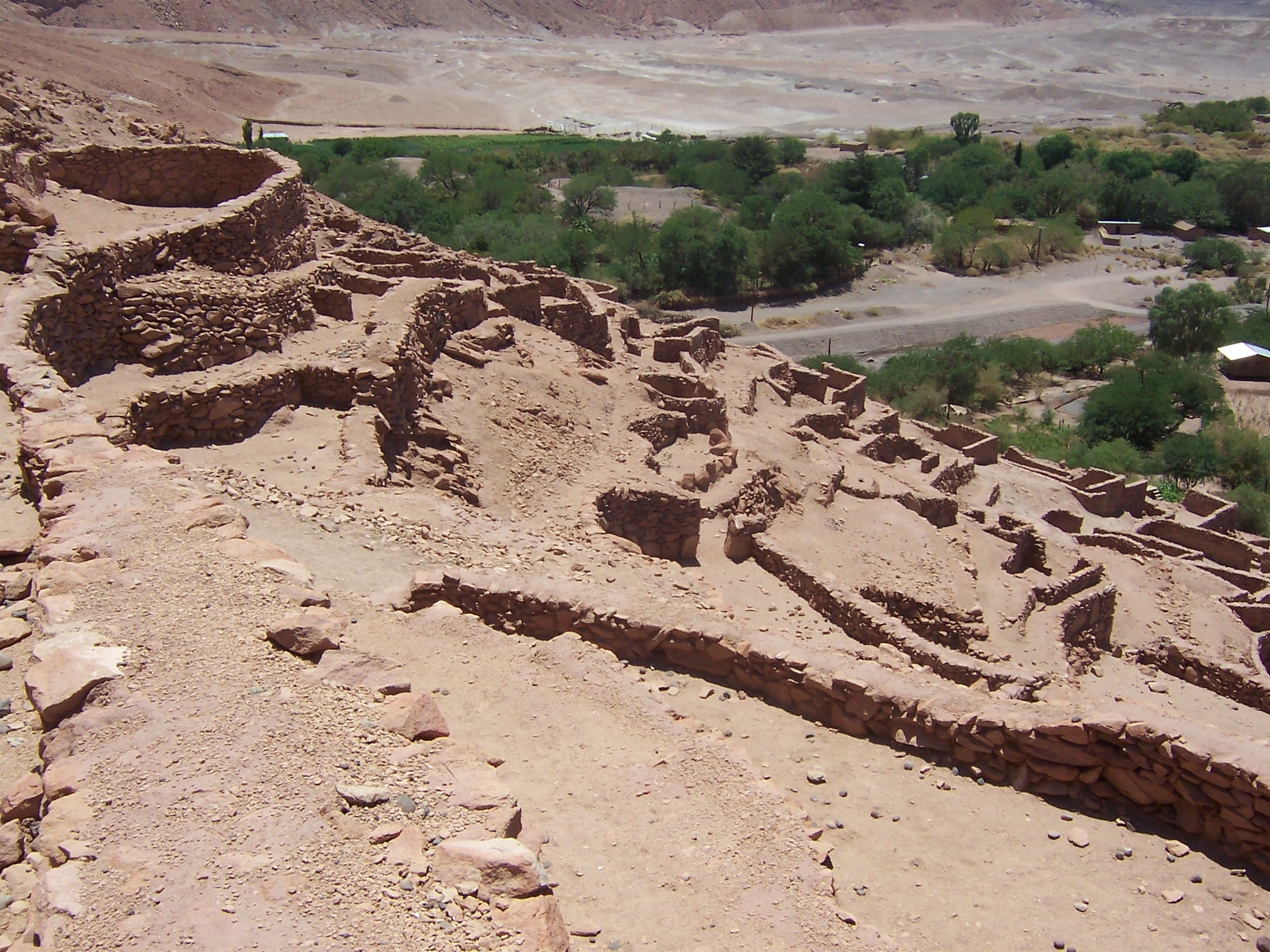
Die Tiere leben vor allem in Gebieten mit leichter Vegetation und in der Nähe von Oasen wie hier am Pukará de Quitor in San Pedro de Atacama

Die Tiere leben in den sandigen Wüstenböden der Atacama im Bereich von Sträuchern und Waldgebieten im Umfeld von Oasen und Flussläufen. Sie lebt wie alle anderen Kammratten am Boden und im Boden grabend, wobei die Baue vergleichsweise tief sind und durch Aufhäufungen am Rand der Eingänge gekennzeichnet sind. Es handelt sich um eine pflanzenfressende Art, die unterirdische Knollen und Wurzeln sowie oberirdische Vegetation wir Blätter der vorhandenen Larrea-Arten nutzt.
Die Art ist durch verschiedene Verhaltensweisen an die Trockenheit der Wüste angepasst. Die Aktivitätszeiten liegen vor allem in der Trockenzeit am frühen Morgen, danach ziehen sich die Tiere in den Boden zurück. Die Baue besitzen im Gegensatz zur Außenwelt ein stabiles Mikroklima. Die Temperatur im Bau beträgt in der Regel zwischen 19 und 25 °C, während die Außentemperaturen zwischen 6 und 62 °C variieren können. Die Variation der Temperatur beträgt etwa 5,8 °C über das Jahr, während sie außerhalb des Baus über 30 °C betragen. Zugleich liegt die relative Luftfeuchtigkeit im Bau bei 53 bis 65 %, während sie außerhalb des Baus über den Tag auf 1,9 bis 3 % liegt und nur in der Nacht und bis zum frühen Morgen auf rund 20 % steigt. Die Tiere profitieren zudem von dem hohen Wassergehalt ihrer Nahrung sowie einem vergleichsweise geringen Verdunstungswasserverlust, durch den sie vor Dehydrierung geschützt sind.
Über die Fortpflanzung der Tiere liegen keine Informationen vor.

## Systematik
Die Gelbbraune Kammratte wird als eigenständige Art in die Gattung der Kammratten (Ctenomys) eingeordnet. Diese besteht aus etwa 70 Arten. Die wissenschaftliche Erstbeschreibung der Art stammt von dem deutsch-chilenischen Zoologen Rudolph Amandus Philippi aus dem Jahr 1960, der sie nach einer Reise durch die Atacama-Wüste beschrieb. In der gleichen Publikation beschrieb Philippi auch Ctenomys atacamensis sowie 1896 die Arten Ctenomys robustus, Ctenomys pallidus,  Ctenomys pernix und Ctenomys chilensis, die später mit Ctenomys fulvus synonymisiert wurden. Teilweise wurden die Puntilla-Kammratte (Ctenomys coludo) und die Famatina-Kammratte (Ctenomys famosus) als Unterarten der Gelbbraunen Kammratte betrachtet, beide gelten heute jedoch als eigenständige Arten.
Die Art wurde aufgrund molekularbiologischer Merkmale mit einigen nahen Verwandten der opimus-Artengruppe innerhalb der Gattung zugeordnet. Innerhalb der Art werden mit der Nominatform zwei Unterarten unterschieden:
- Ctenomys fulvus fulvus Philippi, 1860
- Ctenomys fulvus robustus Mann, 1978

## Status, Bedrohung und Schutz
Die Gelbbraune Kammratte wird von der International Union for Conservation of Nature and Natural Resources (IUCN) nicht in einer Gefährdungskategorie geführt, da hierfür keine ausreichenden Daten vorliegen; damit wird sie als „data deficient“ gelistet.

## Belege
1. 1 2 3 4 5 6 7 8 9 10 11  Long-tailed Tuco-tuco. In: T.R.O. Freitas: Family Ctenomyidae In: Don E. Wilson, T.E. Lacher, Jr., Russell A. Mittermeier (Herausgeber): Handbook of the Mammals of the World: Lagomorphs and Rodents 1. (HMW, Band 6) Lynx Edicions, Barcelona 2016, S. 516. ISBN 978-84-941892-3-4.
2. 1 2 3 4 5 6 7 8  Claudio J. Bidau Ctenomys fulvus Philippi, 1860. In: Family Ctenomyidae Lesson, 1842. In: J.L. Patton, U.F.J. Pardiñas, G. D’Elía: Mammals of South America. The University of Chicago Press, 2015; S. 837–838. ISBN 978-0-226-16957-6.
3. 1 2 3  Ctenomys fulvus in der Roten Liste gefährdeter Arten der IUCN 2019. Eingestellt von: C. Bidau, R. Ojeda, 2016. Abgerufen am 16. Juni 2019.
4. ↑  A. Cortés, E. Miranda, M. Rosenmann, J.R. Rau: Thermal biology of the fossorial rodent Ctenomys fulvus from the Atacama desert, northern Chile. Journal of Thermal Biology 25 (6), 2000; S. 425–430.  doi:10.1016/S0306-4565(00)00005-X.
5. ↑  Ctenomys fulvus in Mammal Species of the World, 2005; abgerufen am 8. Juni 2019.
6. ↑  Andrés Parada, Guillermo D’Elía, Claudio J. Bidau, Enrique P. Lessa: Species groups and the evolutionary diversification of tuco-tucos, genus Ctenomys (Rodentia: Ctenomyidae). Journal of Mammalogy 92 (3), 9. Juni 2011; S. 671–682. doi:10.1644/10-MAMM-A-121.1